# Миодраг Урошевић Артем
Миодраг Урошевић Артем (Крагујевац, 17. март 1922 — Ситница, код Кључа, 19. новембар 1942), учесник Народноослободилачке борбе и народни херој Југославије.

## Биографија
Рођен је 17. марта 1922. године у Крагујевцу. Потиче из радничке породице, његов отац Милорад радио је у крагујевачком Војно-техничком заводу. После завршетка основне школе, Миодраг је почео да учи занат и после се запослио у Војно-техничком заводу. Као млади радник приступио је радничком покрету и постао члан Савеза комунистичке омладине Југославије (СКОЈ).
Године 1937, као петнаестогодиши дечак, био је организатор једне скојевске групе, са којом је учествовао у ослобађању из крагујевачког затвора, једне групе ухапшених комуниста. После овога, због страха од хапшења, није више одлазио на посао у Војно-технички завод. Због велике активности у радничком покрету, 1939. године примљен је у чланство Комунистичке партије Југославије (КПЈ). Пред почетак, Другог светског рата, активно је радио у организацији „Црвена помоћ“, где је радио на сакупљању прилога за политичке затворенике.
После Априслког рата и окупације Краљевине Југославије, 1941. године, активно је учествовао у организовању устанка у Крагујевцу и околини. Био је један од организатора и извршилаца првих диверзантских акција у окупираном Крагујевцу. Одмах по формирању Крагујевачког партизанског одреда, ступио је у његов састав и убрзо постављен за заменика командира једне чете. Његова чета је дејствовала на терену Горњих и Доњих Комарица, Кормана и Аџиних Ливада, где је водила веома тешке борбе с окупатором. У свим борбама, у којима је учествовао испољавао је велику храброст и одлучност, због чега је више пута био похваљиван од стране претпостављених старешина и чланова Штаба одреда.
После Прве непријатељске офанзиве, крајем 1941. године, повукао се из Србије са главином партизанских снага у Санџак. Крагујевачки партизански одред, у којем се налазио Миодраг, прилком формирања Прве пролетерске ударне бригаде, 21. децембра 1941. године у Рудом, ушао је у њен састав као Трећи крагујевачки батаљон. Миодраг се најпре налазио у Команди бригаде, где је вршио курирске задатке, а касније је враћен у свој крагујевачки батаљон, где је постављен за пушкомитраљесца и заменика командира чете.
Приликом напада на непријатељско упориште Ситницу, код Кључа, у ноћи 19/20. новембар борци Миодрагове чете из Трећег крагујевачког батаљона су добили задатак да униште бункер. Миодраг је тада одлучио да се он пузећи привуче бункеру и убије стражара, а да потом остали крену у напад. Приликом његовог привлачења бункеру, један од бораца који су чекали резултат његове акције, услед непажње случајно је опалио метак. Опаљени метак је упозорио немачког стражара који је тада отворио ватру и усмртио Миодрага.
Указом Президијума Народне скупштине Федеративне Народне Републике Југославије, 20. децембра 1951. године, проглашен је за народног хероја.